# 里氏替换原则

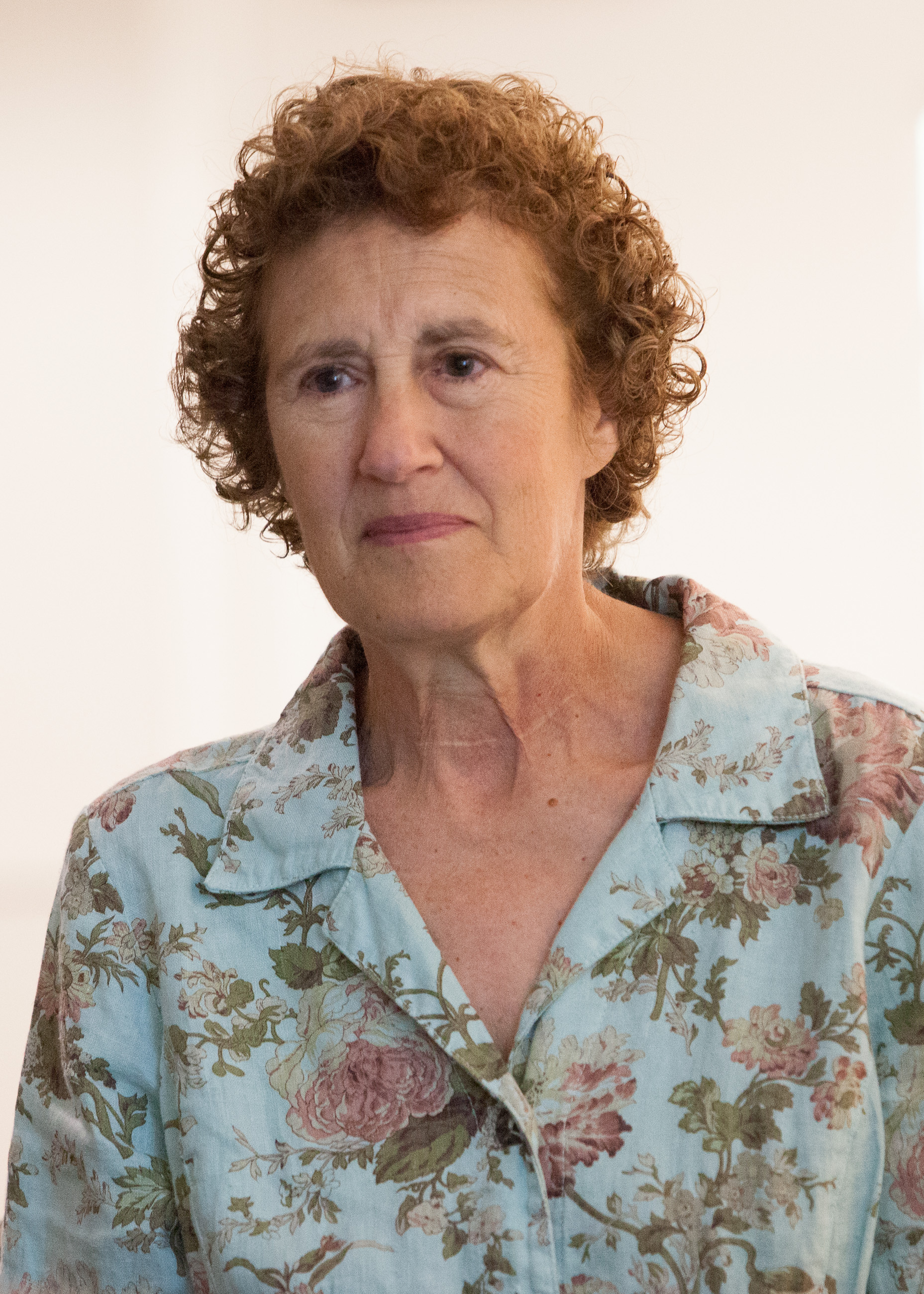
里氏替換原則由芭芭拉·利斯科夫提出，照片攝於2010年.

在面向对象的程序设计中，里氏替换原则（Liskov Substitution principle）是对子类型的特别定义。它由芭芭拉·利斯科夫（Barbara Liskov）在1987年在一次会议上名为“数据的抽象与层次”的演说中首先提出。
里氏替换原则的内容可以描述为：
“派生类（子类）对象可以在程式中代替其基类（超类）对象。”
以上内容并非利斯科夫的原文，而是译自罗伯特·马丁（Robert Martin）对原文的解读。其原文为：
Let {\displaystyle q(x)} be a property provable about objects {\displaystyle x} of type {\displaystyle T}. Then {\displaystyle q(y)} should be true for objects {\displaystyle y} of type {\displaystyle S} where {\displaystyle S} is a subtype of {\displaystyle T}.
芭芭拉·利斯科夫与周以真（Jeannette Wing）在1994年发表论文并提出以上的Liskov代換原則。

## 引用
1. ↑  Liskov, Barbara. . 1987-10-04  [2008-03-23]. （原始内容存档于2019-06-30）.

## 参閲
- SOLID - “SOLID”中的 L 指代了里氏替换原则
- 類型簽名
- 參考透明度(Referential transparency)
- 求精法 (編程計算)(Refinement (computing))
- 組合優於繼承(Composition over inheritance)

## 外部連結
- Norvell, T.S.  (PDF). 2003  [2022-01-06]. （原始内容 (PDF)存档于2022-01-30）.
- Liskov Substitution Principle Explained （页面存档备份，存于）
- SOLID Class Design: The Liskov Substitution Principle （页面存档备份，存于）
- LSP: Liskov Substitution Principle （页面存档备份，存于）